# Dorothy Canning Miller
Dorothy Canning Miller (* 6. Februar 1904 in Hopedale, Massachusetts; † 11. Juli 2003 in Greenwich Village, New York City) war eine US-amerikanische Kuratorin und einer der einflussreichsten Menschen in der modernen US-amerikanischen Kunst des 20. Jahrhunderts. Sie war die erste professionell ausgebildete Kuratorin am Museum of Modern Art (MoMA) und eine der wenigen Frauen ihrer Zeit, die eine leitende Position in einem Museum bekleidete.

## Biographie
Dorothy Miller war die Tochter von Arthur Barrett Miller, einem Architekten und Ingenieur, und seiner Frau Edith Almena Canning. Ihre Jugend verbrachte sie in Montclair, New Jersey.
Sie absolvierte das Smith College im Jahre 1925, anschließend wurde sie von dem Bibliothekar und Museumsdirektor John Cotton Dana (1865–1929) am Newark Museum ausgebildet. Nach der Ausbildung arbeitete sie von 1926 bis zu Danas Tod im Jahre 1929 am Newark Museum. Dort traf sie auf den Kurator Holger Cahill, mit dem sie dann an einer Ausstellung für progressive US-amerikanische Kunst, insbesondere am Projekt First Municipal Art Exhibition 1934, arbeitete. Diese Ausstellung weckte das Interesse des Direktors des Museum of Modern Art (MoMa), Alfred Hamilton Barr Jr., der Dorothy Miller daraufhin als seine Assistentin einstellte. 1934 wurde sie zur ersten Kuratorin des Museums ernannt.
Als Holger Cahill 1935 Direktor eines Kunstprojekts in Washington wurde, bot er Miller dort ebenso eine Beschäftigung an – die sie jedoch ablehnte. Ihre Stelle im MoMa empfand sie als die beste im Museumsbereich. 1936 präsentierte Miller im MoMa ihre erste eigene Gemäldeausstellung New Horizons in American Art, für die sie Werke von Arshile Gorky, Morris Graves und Willem de Kooning auswählte. Für alle drei Künstler war dies die erste museale Ausstellung. Im Folgejahr präsentierte sie eine Ausstellung über William Edmondson, den ersten schwarzen Künstler, der in diesem Museum gezeigt wurde.
1938 heirateten Miller und H. Cahill. In den Jahren 1942 bis 1963 arbeitete sie an einem Projekt mit dem Titel Americans, das verschiedene Ausstellungen unbekannter Künstler aus den unterschiedlichsten Stilrichtungen der USA zeigte. 1969 zog sich Dorothy C. Miller, die auch Mitglied der Kunstkommission der Chase Manhattan Bank war und als Beraterin vieler Kunstsammler wirkte, zurück. 1984 wurde sie zur Ehrenkuratorin des Museum of Modern Art ernannt.

## Ausstellungen über Künstler
Amerikaner 1942: 18 Künstler aus 9 Staaten (Original: “Americans 1942: 18 Artists From 9 States”) 
| - Darrell Austin - Hyman Bloom - Raymond Breinin - Samuel Cashwan - Francis Chapin | - Emma Lou Davis - Morris Graves - Joseph Hirsch - Donal Hord - Charles Howard | - Rico Lebrun - Jack Levine - Helen Lundeberg - Fletcher Martin - Octavio Medellin | - Knud Merrild - Mitchell Siporin - Everett Spruce |

1946: 14 Amerikaner (Original: “Fourteen Americans”)
| - David Aronson - Ben Culwell - Arshile Gorky - David Hare - Loren MacIver | - Robert Motherwell - Isamu Noguchi - I. Rice Pereira - Alton Pickens - C. S. Price | - Theodore Roszak - Honoré Desmond Sharrer - Saul Steinberg - Mark Tobey |

1952: 15 Amerikaner (Original: “Fifteen Americans”)
| - William Baziotes - Edward Corbett - Edwin Dickinson - Herbert Ferber - Joseph Glasco | - Herbert Katzman - Frederick Kiesler - Irving Kriesberg - Richard Lippold - Jackson Pollock | - Herman Rose - Mark Rothko - Clyfford Still - Bradley Tomlin - Thomas Wilfred |

1956: 12 Amerikaner (Original: “Twelve Americans”)
| - Ernest Briggs - James Brooks - Sam Francis - Fritz Glarner - Philip Guston | - Raoul Hague - Grace Hartigan - Franz Kline - Ibram Lassaw - Seymour Lipton | - Jose de Rivera - Larry Rivers |

1959: 16 Amerikaner (Original: “Sixteen Americans”)
| - Jay DeFeo - Wally Hedrick - James Jarvaise - Jasper Johns - Ellsworth Kelly | - Alfred Leslie - Landes Lewitin - Richard Lytle - Robert Mallary - Louise Nevelson | - Robert Rauschenberg - Julius Schmidt - Richard Stankiewicz - Frank Stella - Albert Urban | - Jack Youngerman |

Amerikaner 1963 (Original: “Americans 1963”)
| - Richard Anuszkiewicz - Lee Bontecou - Chryssa - Sally Drummond - Edward Higgins | - Robert Indiana - Gabriel Kohn - Michael Lekakis - Richard Lindner - Marisol | - Claes Oldenburg - Ad Reinhardt - James Rosenquist - Jason Seley - David Simpson |

## The New American Painting
„The New American Painting“ gilt als Millers bedeutendste Ausstellung, weil sie auf internationaler Ebene in Europa eine als neu empfundene amerikanische Kunst, bezeichnet als Abstrakter Expressionismus, präsentierte. Zwischen 1958 und 1959 wurden auf Anfrage verschiedener europäischen Institutionen in acht Städten, darunter Basel, Mailand, Berlin, Brüssel, Paris und London, 81 Gemälde von 17 verschiedenen Künstlern der ersten Generation der sogenannten Abstrakten Expressionisten ausgestellt. Kritiker, wie z. B. Harold Rosenberg, sahen allerdings  zu jener Zeit in dieser Kunst keine „Avantgarde“ mehr und vermissten in der Show die schon bereitstehende neue Generation von Künstlern.
Künstler
| - William Baziotes - James Brooks - Sam Francis - Arshile Gorky - Adolph Gottlieb - Philip Guston | - Grace Hartigan - Franz Kline - Willem de Kooning - Robert Motherwell - Barnett Newman - Jackson Pollock | - Mark Rothko - Theodoros Stamos - Clyfford Still - Bradley Tomlin - Jack Tworkov |